# Peruanische Badmintonmeisterschaft 2015
Die Peruanische Badmintonmeisterschaft 2015 fand vom 19. bis zum 20. Dezember 2015 in Lima statt.

## Medaillengewinner
| Disziplin    | Gold                                | Silber                              | Bronze                                    |
| ------------ | ----------------------------------- | ----------------------------------- | ----------------------------------------- |
| Herreneinzel | Diego Mini                          | Daniel La Torre                     | Andrés Corpancho                          |
| Herreneinzel | Diego Mini                          | Daniel La Torre                     | José Guevara                              |
| Dameneinzel  | Camila Duany                        | Luz María Zornoza                   | Paula La Torre                            |
| Dameneinzel  | Camila Duany                        | Luz María Zornoza                   | Fernanda Saponara Rivva                   |
| Herrendoppel | Antonio de Vinatea Martín del Valle | Daniel La Torre José Guevara        | Bruno Barrueto Diego Mini                 |
| Herrendoppel | Antonio de Vinatea Martín del Valle | Daniel La Torre José Guevara        | Gonzalo Castillo Jose Luis Barrueto       |
| Damendoppel  | Luz María Zornoza Paula La Torre    | Inés Castillo Jie Meng              | Camila Duany Daniela Zapata               |
| Damendoppel  | Luz María Zornoza Paula La Torre    | Inés Castillo Jie Meng              | Fernanda Saponara Rivva Micaela Flores    |
| Mixed        | Daniel La Torre Luz María Zornoza   | Juan Jose Espinoza Katherine Winder | Rodrigo Camogliano Ines Alejandra Mendoza |
| Mixed        | Daniel La Torre Luz María Zornoza   | Juan Jose Espinoza Katherine Winder | Martín del Valle Camila Duany             |